# Goran Evetović
Goran Evetović (Subotica, 1978.) je bački hrvatski glazbenik iz Subotice. Svira jazz i drugu suvremenu glazbu.

## Životopis
Rođen je 1978. u Subotici. Pohađao je školu za suvremenu glazbu i jazz Kobanyai Zenei Studio. 
Zaposlio se u subotičkoj Glazbenoj školi u kojoj je 2003. osnovao odjel za udaraljke zajedno s Istvánom Antalom. U školi je bio jednim od onih koji su potakli neka se osnuje odjel jazza, kojem je predavačem i voditeljem. Suosnivačem je udruge građana Junior Music Studio. Ta udruga obrazuje mlade talente u području zabavne i jazz glazbe a Evetović vodi odjel udaraljke. Sudjelovao je u nekoliko glazbenih projekata. Povremeno svira suvremene glazbene žanrove u klubovima. Snimio je dva studijska albuma jazzerskog žanra. Sa subotičkim Narodnim kazalištem surađuje na honorarnoj osnovi. Potpredsjednikom je i članom Subotičke filharmonije.

## Projekti
Sudjelovao je u glazbenim projektima:
- Bach i jazz
- Cadabra (World music)
- Eatme! (electro-pop)
- Eclipce (the Pink Floyd tribute sastav)
- Gospel project (s komornim zborom Pro musica)[2]
- Ideali (rock)
- prateći sastav Dušana Svilara

Svirao je u klubovima razne žanrove (jazz, pop, rock), ponekad i Bacha na egzotičnijim udaraljkama (marimba, doboš).
- Mag trio (jazz standards)
- So What trio (jazz standards)
- By-pass (poprock cover sastav)
- Garden Quartet[4]
- Miodrag Marjanov Quintet[5]

## Albumi
- Mag trio”-Standards i sa “So what trio”-m.

## Vanjske poveznice
- Subotica.info  Arhivirana inačica izvorne stranice od 16. travnja 2012. (Wayback Machine) Članci tagirani imenom Gorana Evetovića, pristupljeno 4. studenoga 2012.
- Kikdrum - Goran Evetović
- Plakat za nastup Garden Quartet i Gorana Evetovića u Velikoj vijećnici Gradske kuće[neaktivna poveznica]
- Kosztolányi Dezső Színház - Performances[neaktivna poveznica] Tolnai Ottó: THE ROSE FROM CHISINAU, assistants: Úri Attila, Úri Szűcs Szilvia, Goran Evetović